# Falling Up
«Falling Up» — сингл из второго японского студийного альбома Giant южнокорейского бой-бэнда Stray Kids. Выпущен в трёх версиях — на японском, английском (оба выпущены лейблом Epic Records Japan) и корейском, последняя была выпущена вместе с синглом «Night» лейблом JYP Entertainment. Песня служит завершающей темой для эпизода «Мастерская битва» второго сезона аниме-сериала «Kami no Tō: Tower of God».

## Предыстория и выпуск
В 2020 году Stray Kids ранее исполнили вступительную тему «Top» для японской аниме-адаптации южнокорейского веб-сериала «Башня Бога» под названием «Kami no Tō: Tower of God». Песня «Top» была выпущена в качестве дебютного сингла группы в Японии вместе с би-сайдом «Slump» и возглавила Oricon Singles Chart, сделав Stray Kids четвёртыми иностранными исполнителями, возглавившим этот чарт истории после Чан Гын Сока, Exo и iKon.
Второй сезон «Kami no Tō: Tower of God» был анонсирован в ноябре 2023 года, а премьера состоялась в июле следующего года. Первая арка «Return of the Prince» сопровождалась открывающей темой «Rise Up» и завершающей темой «Believe» от NiziU. 8 сентября 2024 года было объявлено, что Stray Kids будут отвечать за открывающую и завершающую темы для второй арки второго сезона «Kami no Tō: Tower of God», с подзаголовком «Workshop Battle». Закрывающая тема под названием «Falling Up» впервые появилась в титрах аниме, загруженном 2 октября, а затем была выпущена в трёх версиях — японской, английской и корейской — 7 октября.

## Композиция
Участники Stray Kids Пан Чхан и Чханбин написали «Falling Up» при соавторстве с Restart и Чхэ Ганхэ. KM-Markit и София Пэ стали соавторами японской и английской версий соответственно. Песня описывается как сочетание трэп-попа и арена-рока о преодолении трудностей.

## Чарт
| Чарт (2024)                               | Высшая позиция |
| ----------------------------------------- | -------------- |
| Великобритания (OCC UK Singles Downloads) | 96             |
| Республика Корея (Circle Download Chart)  | 154            |
| США (Billboard World Digital Song Sales)  | 2              |
| Япония (Billboard Japan Download Songs)   | 9              |
| Япония (Billboard Japan Streaming Songs)  | 69             |
| Япония (Oricon Digital Singles Chart)     | 13             |

### Комментарии
1. ↑  Написал только японскую версию
2. ↑  Написала только английскую версию